# Xylochora nigropunctata
Xylochora nigropunctata är en svampart som tillhör divisionen sporsäcksvampar, och som först beskrevs av Romell, och fick sitt nu gällande namn av Josef Adolph von Arx och Emil Müller. Xylochora nigropunctata ingår i släktet Xylochora, och familjen Amphisphaeriaceae. Arten är reproducerande i Sverige.